# Ben Macdui

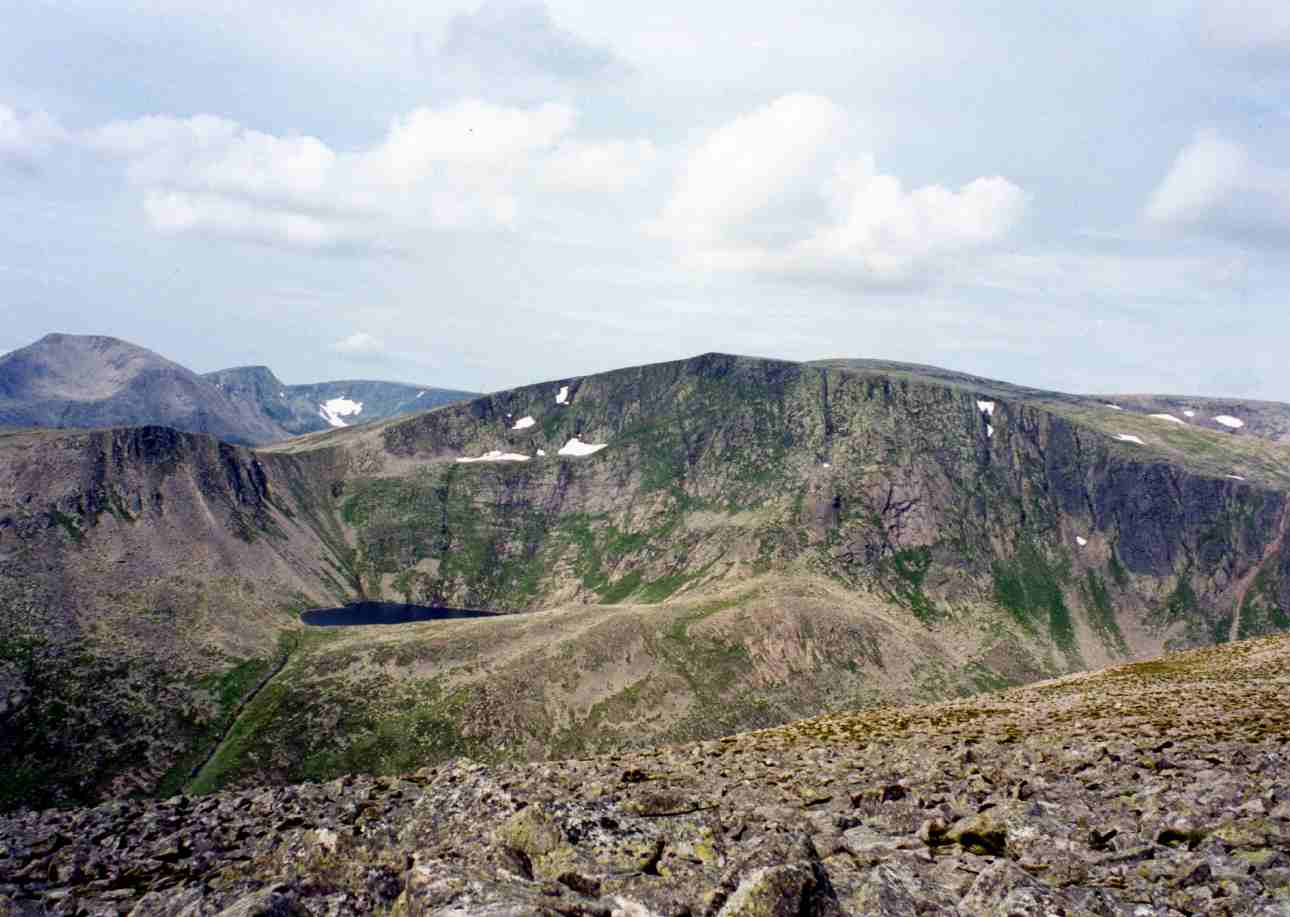
Ben Macdui sett från Derry Cairngorm

Ben Macdui är ett berg i bergskedjan Cairngorm i Skottland, på gränsen mellan Aberdeenshire och Moray. Med sina 1 309 m är det det näst högsta berget i Storbritannien, efter Ben Nevis.